# Herbaciarnia na Kehlsteinie
Herbaciarnia na Kehlsteinie (niem. Kehlsteinhaus, ang. Eagle’s Nest – Orle Gniazdo) – herbaciarnia na szczycie góry Kehlstein w niemieckich Alpach, otwarta w 1938 roku. Była ona prezentem urodzinowym od NSDAP dla Adolfa Hitlera z okazji jego 50. urodzin.

## Historia
Obiekt został wybudowany jako jedno z założeń kompleksu rezydencji Hitlera, Martina Bormanna, Hermanna Göringa i ich zaplecza, wznoszonych od 1933 roku do końca II wojny światowej ze środków tzw. Fundacji Hitlera w rejonie Berchtesgaden.
Miejsce budowy – zachodni skraj grzbietu Kehlstein górującego w prawo nad Berghofem i willowo–schroniskowy styl budynku – wybrał osobiście Bormann. Do obiektu prowadzi specjalnie w tym celu wybudowana, kręta, wąska asfaltowa szosa Kehlsteinstraße o długości 6,5 kilometra zakończona parkingiem na wysokości 1710 m n.p.m. Z parkingu, po przejściu 126 metrów w skalnej sztolni, dochodzi się do wykończonej w mosiądzach windy, którą po pokonaniu 124 metrów dojeżdża się na wysokość 1834 m n.p.m. bezpośrednio do willi. Cała inwestycja trwała 13 miesięcy i pochłonęła 30 milionów reichsmarek.
Hitler był w herbaciarni nie więcej niż dziesięć razy, w większości przy okazji wizyt zagranicznych gości, jakie przyjmował w Berghofie. Każdorazowy pobyt nie przekraczał 30 minut, co Hitler tłumaczył złym samopoczuciem na tej wysokości.
W czasie wojny obiekt nie uległ żadnym zniszczeniom i został zdobyty bez jednego wystrzału. Co do zdobywców obiektu źródła nie są jednomyślne i wskazują na żołnierzy amerykańskich z dwóch różnych jednostek:
- 3 Dywizji Piechoty
- 101 Dywizji Powietrznodesantowej.

Do budynku dotarli także Francuzi z 2 Dywizji Pancernej, którzy 4 maja zdobyli Berghof. Następnego dnia wywiesili oni swoją flagę narodową na Obersalzbergu.
Po wojnie, do 1960 roku, obiekt był używany przez aliantów zachodnich jako placówka telekomunikacyjna, a po tej dacie zwrócony władzom Bawarii. Aktualnie wykorzystywany jest jako restauracja i historyczne centrum informacyjne.

## Galeria

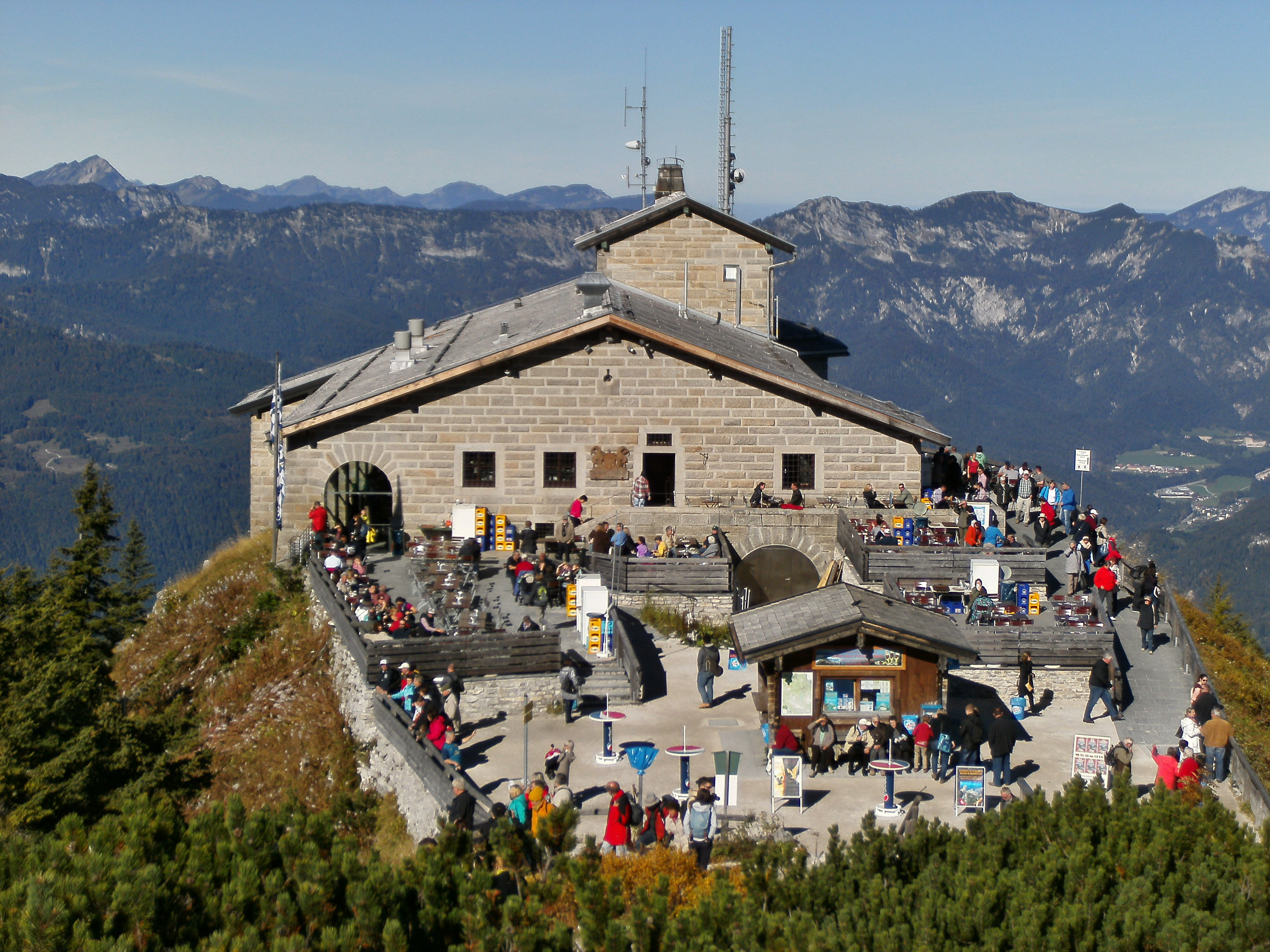
Herbaciarnia
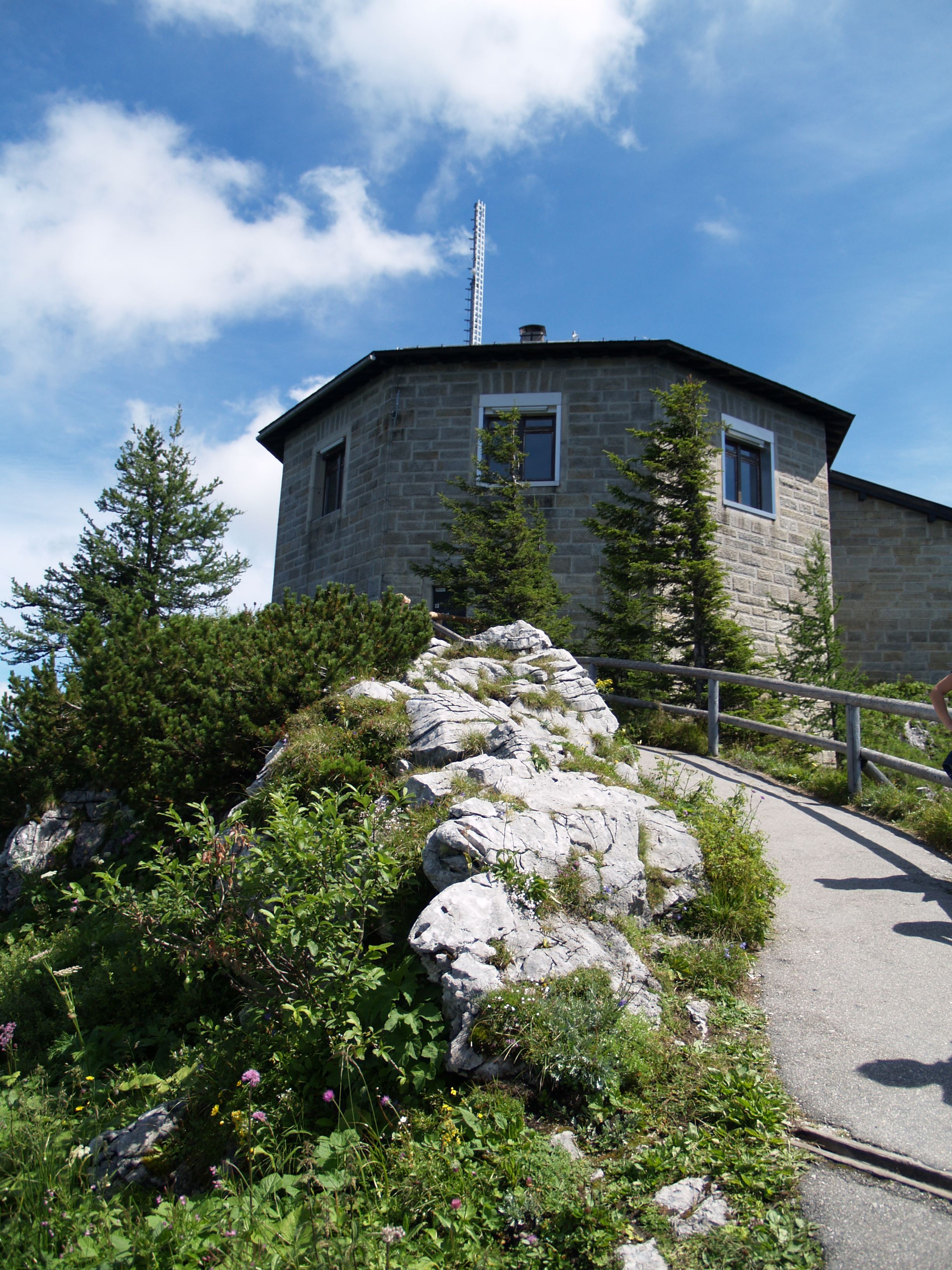
Herbaciarnia od frontu
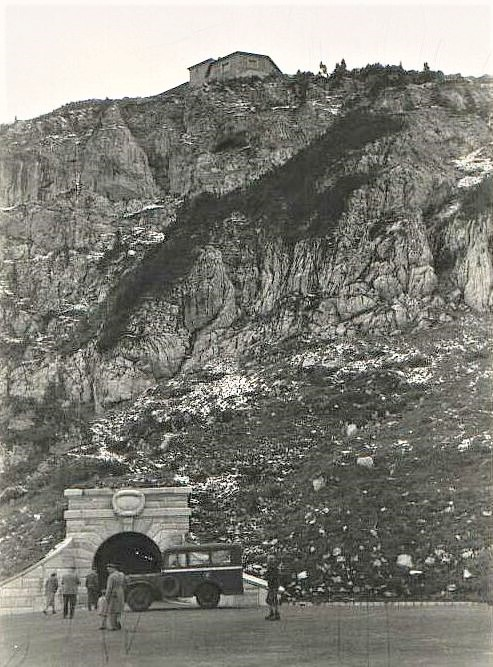
Tunel do windy prowadzącej do herbaciarni
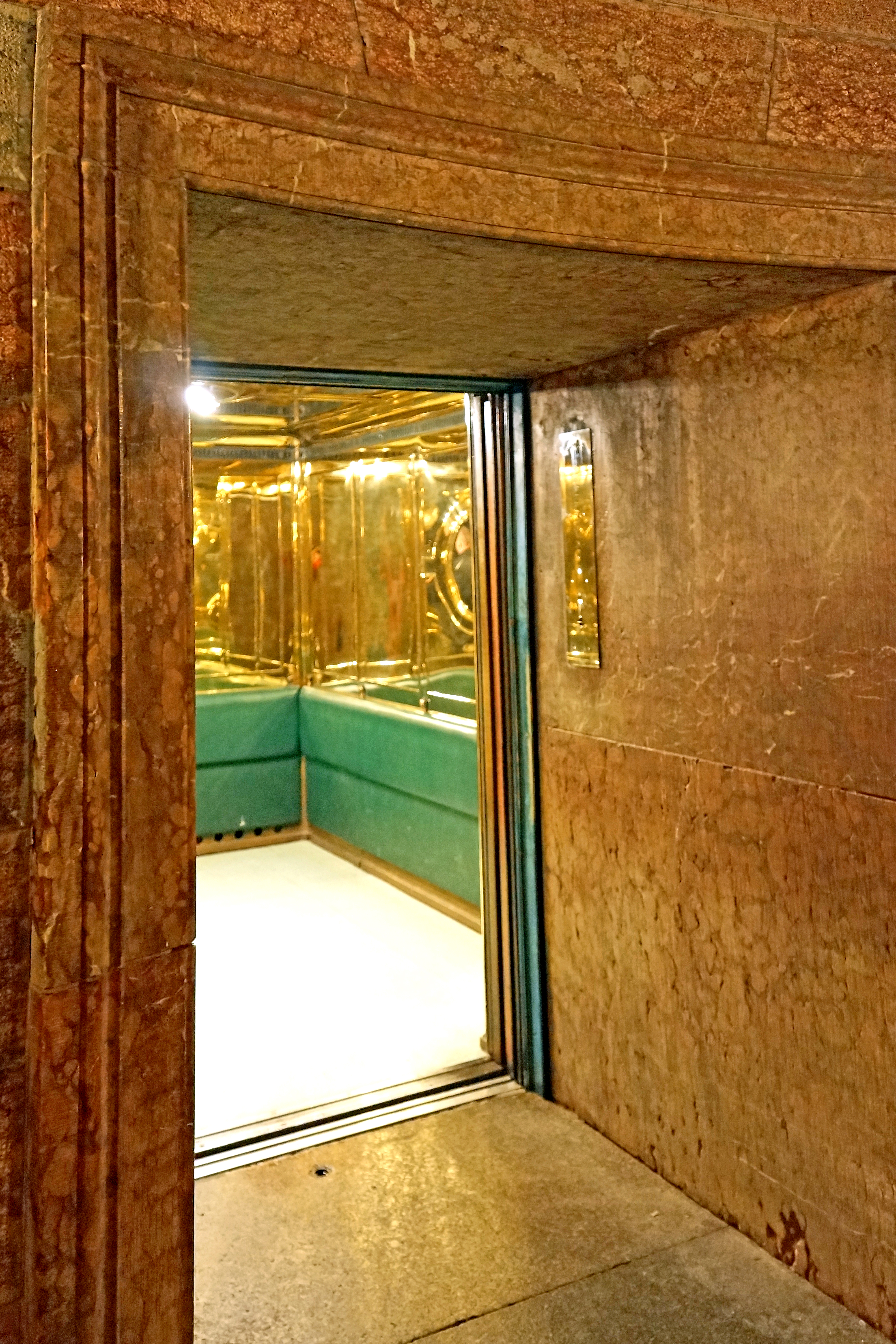
Winda
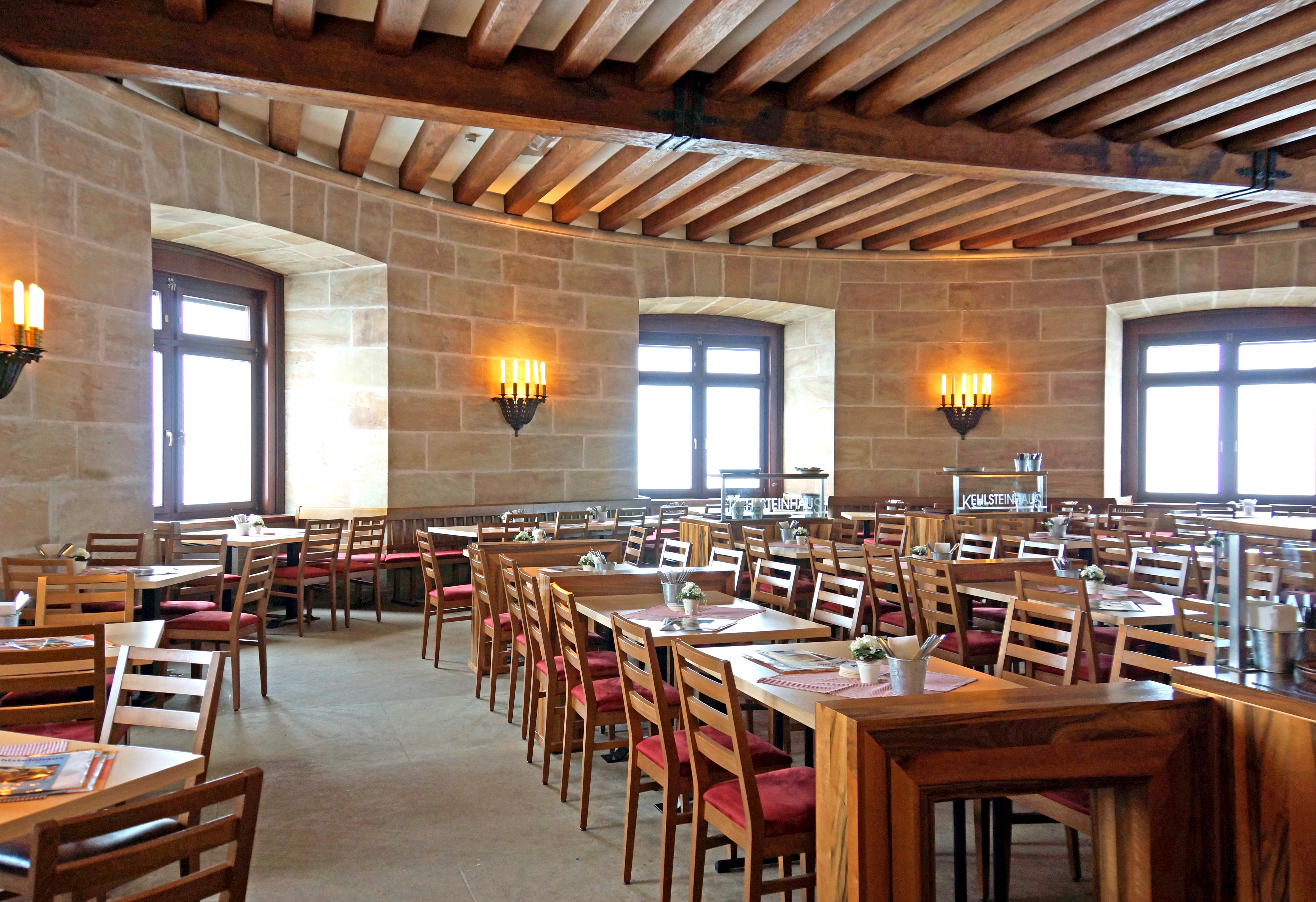
Sala konferencyjna